# William Pacheco
William Pacheco (18 aprile 1962) è un ex calciatore venezuelano, di ruolo difensore.

## Caratteristiche tecniche
Giocava come difensore laterale destro: era forte fisicamente e veloce, nonché piuttosto propenso alle azioni offensive.

## Carriera

### Club
In patria giocò per Minervén, Deportivo Táchira e Portuguesa, sua ultima squadra in carriera: si ritirò infatti nel 1999 dopo la retrocessione in seconda serie.

### Nazionale
Giocò 12 partite in Nazionale tra il 1989 e il 1991. Disputò da titolare le edizioni 1989 e 1991 della Coppa America. Nel corso della sua carriera partecipò al torneo di qualificazione per campionato del mondo 1990, scendendo in campo nelle due gare con il Brasile.

## Palmarès

### Club

#### Competizioni nazionali
- Campionato venezuelano: 1

Minervén: 1995-1996